# Linda Wendel
Linda Wendel (født 9. juli 1955) er en dansk digter, filminstruktør og manuskriptforfatter. Hendes debutfilm var Ballerup Boulevard i 1986. Wendel er uddannet på Den Danske Filmskoles instruktørlinje med afgang i 1984. Linda Wendel er gift med Niels Skousen.
Linda Wendel udgav i 1980 digtsamlingen Diskodigte. Samme år arrangerede hun, blandt andre sammen med filminstruktørkollegaen Rumle Hammerich, digterne Jens Fink-Jensen og Michael Strunge, journalisten Synne Rifbjerg og billedkunstneren Lillian Polack, generations-manifestationen NÅ!!80 på Huset i Magstræde i København.
Linda Wendel oprettede i 2001 filmselskabet Babyfilm, som hun drev sammen med skuespillerne Jesper Christensen og Ulrich Thomsen.
Babyfilm har produceret følgende film: Baby (2003), Han, hun og Strindberg (2006) og One Shot (2008). Filmselskabet Babyfilm blev lukket i 2009.
I 2010 videreførte Linda Wendel Babyfilm ApS. Den første spillefilm i det nye regi var Julie, en gendigtning af August Strindbergs Frøken Julie.
Linda Wendel modtog i 2011 dramatikerprisen, Allen-prisen, for hendes igennem mange år ubestridelige talent at have udfordret sig selv, filmmediet og sit publikum med vigtige indspark til samfundsdebatten.
I 2012 havde filmen om ægtemanden "Niels Skousen - 40 år i dansk rock" premiere.
I 2013 udgav Linda Wendel bogen 'Filmnoter' - en slags kogebog, der step-by-step beskriver de overvejelser man bør og skal gøre sig for at kunne gennemføre en low-budget filmproduktion.
I 2015 instruerede Linda filmen 'Født til Filmen - et portræt af Stine Bierlich'. Filmen handler om den danske skuespiller Stine Bierlichs (1967 - 2007) liv og karriere. Gennem interviews med hende selv, med hendes familie - Ann Bierlich (mor) Asger Leth (bror) Jørgen Leth (stedfar) venner og folk fra filmbranchen fortælles om Stines liv fra barneskuespiller til 80'ernes feterede ungdomsstjerne.
Efterfølgende producerede Linda filmen 'Hjemme i Verden' i 2017 (instruktør: Torben Skjødt Jensen), en dokumentar om Kirsten Thorup, som skildrer hendes rejse fra barndommens lille stationsby Gelsted til 60'ernes København. I filmen fortæller Kirsten Thorup med sjælden åbenhjertighed om sit liv og sin kunst og forholdet imellem dem.
Senest har Linda udgivet romanen 'Møde Klokken 17', der kredser om sex og magt i film og medieverdenen.
Babyfilm, som er Linda Wendels filmselskab, har i løbet af 2017 knopskudt både Mobilbiffen Arkiveret 25. juni 2018 hos  Wayback Machine samt Babyfilm Library Arkiveret 25. juni 2018 hos  Wayback Machine, hvor både Babyfilms og Lindas nye samt ældre film kan streames og bøger samt manuskripter læses.

## Film
- Herfra hvor vi står - 80 år med Niels Skousen (2025)
- Hjemme i Verden (2017, dokumentarfilm) (ide og producer)
- Født til Filmen - et portræt af Stine Bierlich (2015)
- Niels Skousen - 40 år i dansk rock (2012)
- Julie (2011)
- One shot (2008)
- Han, hun og Strindberg (2006)
- Baby (2003)
- Naja fra Narjana (1999) (tv-serie)
- Mimi og madammerne (1998)
- Sofies have (1995)
- Viktor og Viktoria (1993)
- Lykken er en underlig fisk (1989)
- Da Lotte blev usynlig (1988, tv-serie)
- Ballerup Boulevard (1986)
- I lige linie (1984)

## Bogudgivelser
- Møde Klokken 17 (roman, 2017)
- Filmnoter (fagbog, 2013)
- One shot (digte, 2008)
- Sofies Have (børnebog, 1996)
- Viktor & Viktorie (børnebog, 1993)
- Platform (Antologi sammen med Synne Rifbjerg, Søren Ulrik Thomsen, Knud Odde) 1981
- Diskodigte (digte, 1980)

## Ekstern henvisning
- Linda Wendel showreel http://vimeo.com/87788933
- EKKO 19/2/2014
- http://www.ekkofilm.dk/artikler/linda-wendel-laver-film-om-stine-bierlich/
- www.lindawendel.dk
- www.babyfilm.dk Arkiveret 21. oktober 2020 hos  Wayback Machine
- TV Lorry: https://www.youtube.com/watch?v=bHc-kvLg0Lg
- One Shot i/w part 1 https://www.youtube.com/watch?v=WQDP3Tl36ok
- One Shot i/w part 2 https://www.youtube.com/watch?v=PwE0uufz9lY

- Linda Wendel på Internet Movie Database (engelsk)
- Linda Wendel på Filmdatabasen
- Linda Wendel på danskefilm.dk
- Linda Wendel på danskfilmogtv.dk
- Linda Wendel på Scope
- Linda Wendel på Svensk Filmdatabas (svensk)
- Linda Wendel på Svensk Filmdatabas (svensk)
- Linda Wendel på The Movie Database (engelsk)